# Léon Hurez
Léon Victorien Paul Hurez (Strépy-Bracquegnies, 3 juin 1924 - La Louvière, 27 juillet 2004) est un militant wallon et homme politique belge, du PSB. il fut ministre de l'Education nationale en 1972, vice-Premier ministre en 1977, président du Conseil culturel de la Communauté française en 1979, premier président du Conseil régional wallon en 1980, bourgmestre de La Louvière de 1977 à 1984.

## Biographie
Léon Hurez grandit dans une famille minière socialiste. Il est devenu orphelin très tôt ; sa mère est décédée en 1937, son père a été victime de la Seconde Guerre mondiale. Il obtient son diplôme d'instituteur en 1943 et son diplôme de régent scientifique en 1946 à l'école normale de Nivelles. Après son mariage, il devient professeur à l'Athénée de Soignies en 1947 et l'année suivante il devient professeur de sciences et de mathématiques au lycée de Houdeng-Aimeries. En 1959, il obtient un diplôme de l'Institut Supérieur de Pédagogie de Morlanwelz et devient deux ans plus tard professeur à l'école industrielle des apprentis mineurs.
Opposant intransigeant au retour du roi Léopold III sur le trône au lendemain de la Seconde Guerre mondiale, Léon Hurez participe à la grève massive dans le bassin du Centre et prépare la « Marche sur Bruxelles » du 1er août 1950 qui, dans la nuit, provoque le retrait du Souverain.
Léon Hurez fut engagé aux côtés d'André Renard, lors des événements de 1960-1961, contre la Loi unique. Par la suite il fut bourgmestre de Strépy-Bracquegnies (1965-1976) puis  de  La Louvière (1977-1984). Il  représenta de 1961 à 1981 l'Arrondissement administratif de  Soignies à la Chambre. Ministre de l'éducation, vice-premier ministre et ministre de la fonction publique (1977-1979), il devint président du parlement de Communauté Wallonie-Bruxelles et fut aussi le premier président du Parlement wallon. Il participa aux négociations d’un nouveau gouvernement en 1974 mais persuada le Parti socialiste de ne pas participer au pouvoir car le programme gouvernemental ne présentait pas assez de garanties en matière de réformes économiques et de mise en œuvre de la régionalisation.

## Carrière politique

### Niveau local
- Bourgmestre de Strépy-Bracquegnies de 1965 à 1976.
- Bourgmestre de La Louvière de 1977 à 1984.

### Niveau national
- Député de l'arrondissement de Soignies
- Ministre de l'éducation nationale de janvier 1972 à janvier 1973 dans le gouvernement Gaston Eyskens V
- Vice-Premier ministre et Ministre de la fonction publique d'octobre 1978 à avril 1979 dans le gouvernement Vanden Boeynants II
- Premier président du Parlement wallon
- Président du parlement de la Communauté française de Belgique

## Notoriété
En son hommage, un établissement d'enseignement provincial de La Louvière porte son nom : IPES Léon Hurez.